# Campeonato Europeu de Patinação Artística no Gelo de 1998
O Campeonato Europeu de Patinação Artística no Gelo de 1998 foi a nonagésima edição do Campeonato Europeu de Patinação Artística no Gelo, um evento anual de patinação artística no gelo organizado pela União Internacional de Patinação (em inglês:  International Skating Union) onde os patinadores artísticos competem pelo título de campeão europeu. A competição foi disputada entre os dias 10 de janeiro e 18 de janeiro, na cidade de Milão, Itália.

## Eventos
- Individual masculino
- Individual feminino
- Duplas
- Dança no gelo

## Medalhistas
| Evento                        | Ouro                                           | Prata                                        | Bronze                                      |
| Individual masculino detalhes | Alexei Yagudin · Rússia                        | Evgeni Plushenko · Rússia                    | Alexander Abt · Rússia                      |
| Individual feminino detalhes  | Maria Butyrskaya · Rússia                      | Irina Slutskaya · Rússia                     | Tanja Szewczenko · Alemanha                 |
| Duplas detalhes               | Elena Berezhnaya · Anton Sikharulidze · Rússia | Oksana Kazakova · Artur Dmitriev · Rússia    | Sarah Abitbol · Stéphane Bernadis · França  |
| Dança no gelo detalhes        | Oksana Grishuk · Evgeni Platov · Rússia        | Anjelika Krylova · Oleg Ovsyannikov · Rússia | Marina Anissina · Gwendal Peizerat · França |

## Resultados

### Individual masculino
| Medalha de ouro                                       | Alexei Yagudin         | Rússia           | 1.5  | 1  | 1  |
| Medalha de prata                                      | Evgeni Plushenko       | Rússia           | 3.5  | 3  | 2  |
| Medalha de bronze                                     | Alexander Abt          | Rússia           | 5.0  | 2  | 4  |
| 4                                                     | Andrejs Vlascenko      | Alemanha         | 7.0  | 4  | 5  |
| 5                                                     | Philippe Candeloro     | França           | 7.5  | 9  | 3  |
| 6                                                     | Steven Cousins         | Reino Unido      | 9.5  | 7  | 6  |
| 7                                                     | Viacheslav Zagorodniuk | Ucrânia          | 10.0 | 6  | 7  |
| 8                                                     | Dmitri Dmitrenko       | Ucrânia          | 10.5 | 5  | 8  |
| 9                                                     | Michael Tyllesen       | Dinamarca        | 13.0 | 8  | 9  |
| 10                                                    | Ivan Dinev             | Bulgária         | 16.0 | 12 | 10 |
| 11                                                    | Gilberto Viadana       | Itália           | 17.5 | 11 | 12 |
| 12                                                    | Patrick Meier          | Suíça            | 18.0 | 14 | 11 |
| 13                                                    | Michael Shmerkin       | Israel           | 19.0 | 10 | 14 |
| 14                                                    | Thierry Cerez          | França           | 21.0 | 16 | 13 |
| 15                                                    | Robert Grzegorczyk     | Polônia          | 22.5 | 15 | 15 |
| 16                                                    | Margus Hernits         | Estônia          | 26.5 | 21 | 16 |
| 17                                                    | Szabolcs Vidrai        | Hungria          | 26.5 | 19 | 17 |
| 18                                                    | Cornel Gheorghe        | Romênia          | 26.5 | 13 | 20 |
| 19                                                    | Sven Meyer             | Alemanha         | 27.0 | 18 | 18 |
| 20                                                    | Patrick Schmit         | Luxemburgo       | 30.5 | 23 | 19 |
| 21                                                    | Róbert Kažimír         | Eslováquia       | 32.0 | 22 | 21 |
| 22                                                    | Johnny Jensen          | Dinamarca        | 32.5 | 17 | 24 |
| 23                                                    | Markus Leminen         | Finlândia        | 33.0 | 20 | 23 |
| 24                                                    | Radek Horak            | República Tcheca | 34.0 | 24 | 22 |
| Não avançaram para a patinação livre / programa longo |                        |                  |      |    |    |
| 25                                                    | Hristo Turlakov        | Bulgária         | —    | 25 |    |
| 26                                                    | Vakhtang Murvanidze    | Geórgia          | —    | 26 |    |
| 27                                                    | Sergei Telenkov        | Letônia          | —    | 27 |    |
| 28                                                    | Jan Čejvan             | Eslovênia        | —    | 28 |    |
| 29                                                    | Daniel Peinado         | Espanha          | —    | 29 |    |
| 30                                                    | Matthew van den Broeck | Bélgica          | —    | 30 |    |
| WD                                                    | Igor Pashkevich        | Azerbaijão       | —    | WD |    |

### Individual feminino
| Medalha de ouro                                       | Maria Butyrskaya      | Rússia           | 3.5  | 5  | 1  |
| Medalha de prata                                      | Irina Slutskaya       | Rússia           | 3.5  | 3  | 2  |
| Medalha de bronze                                     | Tanja Szewczenko      | Alemanha         | 3.5  | 1  | 3  |
| 4                                                     | Elena Liashenko       | Ucrânia          | 7.5  | 7  | 4  |
| 5                                                     | Krisztina Czakó       | Hungria          | 8.0  | 4  | 6  |
| 6                                                     | Surya Bonaly          | França           | 8.0  | 2  | 7  |
| 7                                                     | Julia Soldatova       | Rússia           | 10.5 | 11 | 5  |
| 8                                                     | Julia Lautowa         | Áustria          | 14.0 | 12 | 8  |
| 9                                                     | Julia Vorobieva       | Azerbaijão       | 14.0 | 10 | 9  |
| 10                                                    | Alisa Drei            | Finlândia        | 14.5 | 9  | 10 |
| 11                                                    | Vanessa Gusmeroli     | França           | 15.0 | 8  | 11 |
| 12                                                    | Julia Lavrenchuk      | Ucrânia          | 15.0 | 6  | 12 |
| 13                                                    | Mojca Kopač           | Eslovênia        | 20.5 | 15 | 13 |
| 14                                                    | Zuzana Paurova        | Eslováquia       | 21.5 | 13 | 15 |
| 15                                                    | Tony Bombardieri      | Itália           | 24.0 | 14 | 17 |
| 16                                                    | Sabina Wojtala        | Polônia          | 24.5 | 17 | 16 |
| 17                                                    | Júlia Sebestyén       | Hungria          | 25.0 | 22 | 14 |
| 18                                                    | Helena Grundberg      | Suécia           | 27.0 | 18 | 18 |
| 19                                                    | Ivana Jakupcevic      | Croácia          | 29.0 | 16 | 21 |
| 20                                                    | Sofia Penkova         | Bulgária         | 29.5 | 19 | 20 |
| 21                                                    | Ekaterina Golovatenko | Estônia          | 30.5 | 23 | 19 |
| 22                                                    | Marion Krijgsman      | Países Baixos    | 33.5 | 21 | 23 |
| 23                                                    | Katerina Blohonova    | República Tcheca | 34.0 | 24 | 22 |
| 24                                                    | Valeria Trifancova    | Letônia          | 34.0 | 20 | 24 |
| Não avançaram para a patinação livre / programa longo |                       |                  |      |    |    |
| 25                                                    | Anina Fivian          | Suíça            | —    | 25 |    |
| 26                                                    | Kaja Hanevold         | Noruega          | —    | 26 |    |
| 27                                                    | Salome Chigogidze     | Geórgia          | —    | 27 |    |
| 28                                                    | Marta Senra           | Espanha          | —    | 28 |    |
| 29                                                    | Noemi Bedo            | Romênia          | —    | 29 |    |
| 30                                                    | Ellen Mareels         | Bélgica          | —    | 30 |    |

### Duplas
| Pos.              | Nome                                    | Nacionalidade    | Pontos | PC | PL |
| ----------------- | --------------------------------------- | ---------------- | ------ | -- | -- |
| Medalha de ouro   | Elena Berezhnaya / Anton Sikharulidze   | Rússia           | 1.5    | 1  | 1  |
| Medalha de prata  | Oksana Kazakova / Artur Dmitriev        | Rússia           | 3.5    | 3  | 2  |
| Medalha de bronze | Sarah Abitbol / Stéphane Bernadis       | França           | 4.0    | 2  | 3  |
| 4                 | Dorota Zagórska / Mariusz Siudek        | Polônia          | 6.0    | 4  | 4  |
| 5                 | Peggy Schwarz / Mirko Müller            | Alemanha         | 8.0    | 6  | 5  |
| 6                 | Evgenia Filonenko / Igor Marchenko      | Ucrânia          | 8.5    | 5  | 6  |
| 7                 | Julia Obertas / Dmitri Palamarchuk      | Ucrânia          | 11.0   | 8  | 7  |
| 8                 | Kateřina Beránková / Otto Dlabola       | República Tcheca | 11.5   | 7  | 8  |
| 9                 | Inga Rodionova / Alexander Anichenko    | Azerbaijão       | 13.5   | 9  | 9  |
| 10                | Marsha Poluiashenko / Andrew Seabrook   | Reino Unido      | 15.0   | 10 | 10 |
| 11                | Elaine Asanakis / Alcuin Schulten       | Grécia           | 16.5   | 11 | 11 |
| 12                | Oľga Beständigová / Jozef Beständig     | Eslováquia       | 18.0   | 12 | 12 |
| 13                | Ekaterina Nekrassova / Valdis Mintals   | Letônia          | 20.0   | 14 | 13 |
| 14                | Maria Krasiltseva / Alexander Chestnikh | Armênia          | 20.5   | 13 | 14 |
| WD                | Marina Eltsova / Andrei Bushkov         | Rússia           | —      | WD |    |

### Dança no gelo
| Pos.              | Nome                                    | Nacionalidade    | Pontos | DC1 | DC2 | DO | DL |
| ----------------- | --------------------------------------- | ---------------- | ------ | --- | --- | -- | -- |
| Medalha de ouro   | Oksana Grishuk / Evgeni Platov          | Rússia           | 2.6    | 1   | 1   | 2  | 1  |
| Medalha de prata  | Anjelika Krylova / Oleg Ovsyannikov     | Rússia           | 3.4    | 2   | 2   | 1  | 2  |
| Medalha de bronze | Marina Anissina / Gwendal Peizerat      | França           | 6.0    | 3   | 3   | 3  | 3  |
| 4                 | Irina Lobacheva / Ilia Averbukh         | Rússia           | 8.0    | 4   | 4   | 4  | 4  |
| 5                 | Barbara Fusar-Poli / Maurizio Margaglio | Itália           | 10.0   | 5   | 5   | 5  | 5  |
| 6                 | Margarita Drobiazko / Povilas Vanagas   | Lituânia         | 12.4   | 7   | 7   | 6  | 6  |
| 7                 | Sophie Moniotte / Pascal Lavanchy       | França           | 13.6   | 6   | 6   | 7  | 7  |
| 8                 | Irina Romanova / Igor Yaroshenko        | Ucrânia          | 16.0   | 8   | 8   | 8  | 8  |
| 9                 | Kati Winkler / René Lohse               | Alemanha         | 18.6   | 10  | 11  | 9  | 9  |
| 10                | Tatiana Navka / Nikolai Morozov         | Bielorrússia     | 20.4   | 9   | 10  | 11 | 10 |
| 11                | Sylwia Nowak / Sebastian Kolasiński     | Polônia          | 21.0   | 11  | 9   | 10 | 11 |
| 12                | Galit Chait / Sergei Sakhanovski        | Israel           | 24.8   | 14  | 14  | 12 | 12 |
| 13                | Diane Gerencser / Pasquale Camerlengo   | Itália           | 25.8   | 13  | 12  | 13 | 13 |
| 14                | Kateřina Mrázová / Martin Šimeček       | República Tcheca | 27.4   | 12  | 13  | 14 | 14 |
| 15                | Isabelle Delobel / Olivier Schoenfelder | França           | 30.2   | 16  | 15  | 15 | 15 |
| 16                | Albena Denkova / Maxim Staviyski        | Bulgária         | 31.8   | 15  | 16  | 16 | 16 |
| 17                | Zuzana Merzova / Tomas Morbachere       | Suíça            | 34.4   | 18  | 18  | 17 | 17 |
| 18                | Charlotte Clements / Gary Shortland     | Reino Unido      | 36.6   | 19  | 20  | 18 | 18 |
| 19                | Angelika Führing / Bruno Ellinger       | Áustria          | 38.2   | 20  | 19  | 19 | 19 |
| 20                | Ksenia Smetanenko / Samvel Gezalian     | Armênia          | 40.4   | 17  | 17  | 21 | 21 |
| 21                | Kornelia Bárány / András Rosnyik        | Hungria          | 40.8   | 23  | 22  | 20 | 20 |
| 22                | Eliane Hugentobler / Daniel Hugentobler | Suíça            | 43.8   | 22  | 21  | 22 | 22 |
| 23                | Kristina Kalesnik / Alexander Terentjev | Estônia          | 45.6   | 21  | 23  | 23 | 23 |

## Quadro de medalhas
| Ordem | País     | Medalha de ouro | Medalha de prata | Medalha de bronze |    | Ordem por total |
| ----- | -------- | --------------- | ---------------- | ----------------- | -- | --------------- |
| 1     | Rússia   | 4               | 4                | 1                 | 9  | 1               |
| 2     | França   |                 |                  | 2                 | 2  | 2               |
| 3     | Alemanha |                 |                  | 1                 | 1  | 3               |
| TOTAL | TOTAL    | 4               | 4                | 4                 | 12 | —               |